# أليكس هنت
أليكس هنت (بالإنجليزية: Alex Hunt) هو لاعب كرة قدم بريطاني في مركز الوسط، ولد في 29 مايو 2000 في إنجلترا في المملكة المتحدة. لعب مع شيفيلد وينزداي.